# Élections législatives roumaines de 1948
Des élections législatives ont lieu en Roumanie le 28 mars 1948, pour élire les 414 membres de la Grande Assemblée nationale de Roumanie.

## Forces en présence
Le Front démocratique populaire rassemble le Parti ouvrier roumain, le Front des laboureurs, le Parti national populaire, l'Union populaire hongroise et le Comité démocratique juif.

## Résultats
| Inscrits                            | Inscrits                 | Inscrits                 | 8 399 416 |             |                       |                       |
| Abstentions                         | Abstentions              | Abstentions              | 738 385   | 8,79 %      |                       |                       |
| Votants                             | Votants                  | Votants                  | 7 661 031 | 91,21 %     |                       |                       |
|                                     |                          |                          |           |             |                       |                       |
| Bulletins enregistrés               | Bulletins enregistrés    | Bulletins enregistrés    | 7 661 031 |             |                       |                       |
| Bulletins blancs ou nuls            | Bulletins blancs ou nuls | Bulletins blancs ou nuls | 192 490   | 2,51 %      |                       |                       |
| Suffrages exprimés                  | Suffrages exprimés       | Suffrages exprimés       | 7 468 541 | 97,49 %     | 414 sièges à pourvoir | 414 sièges à pourvoir |
|                                     |                          |                          |           |             |                       |                       |
| Liste                               | Tête de liste            |                          | Suffrages | Pourcentage | Sièges acquis         | Var.                  |
| Front démocratique populaire        | Néant                    |                          | 6 959 936 | 93,19 %     | 405 / 414             |                       |
| Parti national libéral-Bejan        | Néant                    |                          | 212 438   | 2,84 %      | 7 / 414               |                       |
| Parti démocratique des paysans-Lupu | Néant                    |                          | 50 532    | 0,68 %      | 2 / 414               |                       |
| Indépendants                        | Néant                    |                          | 245 635   | 3,29 %      | 0 / 414               |                       |

Au sein du Front démocratique populaire, le Parti ouvrier roumain obtient 201 sièges, le Front des laboureurs en gagne quant à lui 126, le Parti national populaire en remporte 43, alors que l'Union populaire hongroise et le Comité démocratique juif en gagnent respectivement 30 et 5. Les partis opposants le régime étaient interdits, et le régime soutenait des candidats qualifiés d'« indépendants ».